# 日本産業規格（電気・電子）の一覧
日本産業規格（電気・電子）の一覧は、日本産業規格のC番号（電気・電子）の一覧である。